# Chengzi (köpinghuvudort i Kina, Jiangxi Sheng, lat 29,84, long 115,69)
Chengzi är en köpinghuvudort i Kina. Den ligger i provinsen Jiangxi, i den sydöstra delen av landet, omkring 130 kilometer norr om provinshuvudstaden Nanchang. Antalet invånare är 15 119. Befolkningen består av 7 410 kvinnor och 7 709 män. Barn under 15 år utgör 20,0 %, vuxna 15-64 år 70 %, och äldre över 65 år 9,0 %.
Runt Chengzi är det tätbefolkat, med 459 invånare per kvadratkilometer. Närmaste större samhälle är Ruichangshi, 17,8 km söder om Chengzi. 
Genomsnittlig årsnederbörd är 2 073 millimeter. Den regnigaste månaden är maj, med i genomsnitt 328 mm nederbörd, och den torraste är januari, med 59 mm nederbörd.